# Флаг городского поселения Павловский Посад
Флаг городского поселения Па́вловский Поса́д Павлово-Посадского муниципального района Московской области Российской Федерации — опознавательно-правовой знак, служащий официальным символом муниципального образования.
Флаг утверждён 3 мая 2007 года и 29 мая 2007 года внесён в Государственный геральдический регистр Российской Федерации с присвоением регистрационного номера 3264.
23 марта 2012 года, решением Совета депутатов городского поселения Павловский Посад № 10/2, в названии и тексте предыдущего решения было убрано словосочетание «муниципального образования» и утверждено Положение о флаге городского поселения Павловский Посад Павлово-Посадского муниципального района Московской области в новой редакции.
Флаг городского поселения Павловский Посад составлен на основании герба по правилам и традициям вексиллологии и отражает исторические, культурные, социально-экономические, национальные и иные местные традиции.

## Описание
Описание флага, утверждённое 3 мая 2007 года решением Совета депутатов городского поселения Павловский Посад № 56/17, гласило:

Флаг представляет собой прямоугольное полотнище с отношением ширины к длине 2:3, разделённое в виде нисходящего угла на зелёную и синюю части; на зелёной части вплотную к её нижнему краю — жёлтое изображение колокольни; по краю голубой части — жёлтый узор в виде бахромы, свисающей с зелёной части.
Описание флага, утверждённое 23 марта 2012 года решением Совета депутатов городского поселения Павловский Посад № 10/2, гласит:

Прямоугольное, двухстороннее полотнище с соотношением ширины к длине 2:3, разделённое в виде нисходящего угла на зелёную и синюю части, вплотную к её нижнему краю — жёлтое изображение колокольни; по краю голубой части — жёлтый узор в виде бахромы, свисающей с зелёной части.

## Обоснование символики
Павловский Посад — старинный город, расположенный к востоку от Москвы.
Павловский Посад (древнее название Вохна, впоследствии село Павлово), ныне — центр одноимённого района, ведёт свою историю с письменного упоминания в 1328 году в духовном завещании Московского князя Ивана Калиты.
В конце XVIII века, в царствование императрицы Екатерины Великой, жители Вохонской волости вместе с землями были переведены в разряд государственных крестьян. Это явилось стимулом к развитию кустарной текстильной промышленности, а XIX столетие в истории Вохны, или Павлово (как называли его в народе), отмечено широким развитием торговли и производства различных текстильных изделий: парчи, хлопчатобумажных, шёлковых и шерстяных платков и шалей. Село богатело, строилось, расширялись его торговые и промышленные связи.
2 июня 1844 года, удовлетворив прошение сельского схода, император Николай I подписал Указ об образовании посада из села Вохна и четырёх смежных деревень. Указ гласил:

…признав полезным преподать жителям… новые удобства к распространению торговли и мануфактурной промышленности, ПОВЕЛЕВАЕМ: означенные селения переименовать в посад под общим названием Павловского….

Экономическое развитие города, связанное с производством различных текстильных изделий, показано на флаге делением полотнища в форме угла платка с бахромой.
На флаге также отражена одна из главных достопримечательностей города — колокольня Павлово-Посадского собора Воскресения Христова. Берущий начало от первой на Вохне деревянной церкви, построенной в конце XIV века святым благоверным великим князем Дмитрием Донским, собор был тем священным местом, откуда началось христианское просвещение местных жителей.
Жёлтый цвет (золото) — символ урожая, богатства, стабильности, жизненного света, уважения и интеллекта.
Зелёный цвет — символ плодородия, молодости, здоровья, природы.
Синий цвет — символ духовности, возвышенных устремлений, благородства и чести.